# Danza contemporanea de Cuba
 (janvier 2010).
Si vous disposez d'ouvrages ou d'articles de référence ou si vous connaissez des sites web de qualité traitant du thème abordé ici, merci de compléter l'article en donnant les références utiles à sa vérifiabilité et en les liant à la section « Notes et références ».
Danza contemporanea de Cuba est une compagnie de danse contemporaine fondée en 1959 par Ramiro Guerra à La Havane. Elle est aujourd’hui composée de 60 danseurs issus de l'Escuela nacional de arte, l’école artistique nationale de Cuba. Avec plus de 70 œuvres à son répertoire, la troupe se produit dans le monde entier.

## Ramiro Guerra
En tant qu’ancien membre de la troupe de Martha Graham à New York, Ramiro Guerra s’inspira du théâtre moderne américain, de styles de danse afro-caribéennes et de ballets classiques européens pour créer un répertoire typiquement cubain.
Ramiro Guerra est largement considéré comme un chercheur en danse de renom, ayant publié en 1969 Appreciation of Dance, en 1989 Theatricalization of Folklore and Other Essays, et en 1998 Dancing Caliban.
!!! le lien dans les notes et références n'a rien à voir avec la compagnie Danza Contemporanea de Cuba !!!